# Memoria elettromeccanica
La memoria elettromeccanica è una tecnologia di conservazione dei dati usata agli albori dell'informatica. Quando Konrad Zuse realizzò il suo primo calcolatore Z1 nel 1937, l'unica tecnologia disponibile era quella elettromeccanica; dunque per la realizzazione dell'unità di memoria della sua macchina (peraltro limitata a pochissimi caratteri) decise di utilizzare delle originali memorie meccaniche di sua invenzione. Poiché la macchina utilizzava già il sistema binario, la memorizzazione di una informazione "0" o "1" era ottenuta mediante singole "unità di memoria" costituite da diverse lamine metalliche sovrapposte, ciascuna con una finestra conformata in modo da trattenere un perno metallico (azionato dal motore elettrico del sistema) in una posizione equivalente a "0" o "1".
Questo risultato era reso possibile dalla diversa geometria delle "finestrelle" che si aprivano nelle varie lamine sovrapposte. Tale struttura tridimensionale consentiva di variare la geometria dell'alloggiamento del perno metallico, che venendo bloccato memorizzava, e venendo sbloccato restituiva al sistema l'informazione memorizzata, il tutto sincronizzato alla velocità di clock fornita dal piccolo motore elettrico che azionava l'intera macchina, che per mezzo di un potenziometro poteva variare da un minimo di 0,3 cicli al secondo fino al massimo di 1 ciclo al secondo (cioè 1 Hertz).
L'intero sistema di memoria della Z1 fu brevettato da Zuse nel 1937. Tuttavia proprio la natura elettromeccanica dei componenti dava luogo a delle imperfezioni nell'esecuzione delle operazioni, tanto che la Z1 rimase un "modello sperimentale", mentre successivamente per le unità di memoria e di calcolo delle macchine Z2 e Z3 Zuse utilizzò i relè, sempre elettromeccanici, ma più affidabili. Tutto questo prima dell'avvento degli imponenti calcolatori a valvole realizzati negli Stati Uniti a partire dagli anni '40.